# 大高敦
大高 敦（おおたか あつし、1975年 - ）は、日本の化学者。大阪工業大学工学部応用化学科准教授。工学博士（大阪大学）。触媒学会西日本支部第7回触媒道場企画担当。
主な専門は、有機金属化学・触媒化学、有機合成化学、環境化学・グリーンサスティナブルケミストリー。

## 経歴
- 1994年大阪大学工学部応用精密化学科入学
- 2002年日本学術振興会特別研究員
- 2003年大阪大学大学院工学研究科分子化学専攻博士後期課程修了、工学博士。
- 2003年国立循環器病センター研究所生体工学部流動研究員
- 2005年科学技術振興機構（CREST）博士研究員、アリカンテ大学客員研究員
- 2006年大阪工業大学工学部応用化学科に着任
- 2013年より同応用化学科准教授

主な所属学会は、日本化学会・アメリカ化学会・触媒学会・近畿化学協会など。
主な受賞は、IUMRS-ICA2008奨励賞（The Materials Research Society of Japan The IUMRS International Conference in Asia）など。主な著書は、「Catalyst Immobilization: Methods and Applications」（共著、Wiley‐VCH、2019年学術単行本・英語）。

## 主な研究
- 金属有機構造体の各種溶媒に対する安定性 〜有機金属化学
- 金属ナノ粒子を触媒とする水中でのアリル位アリール化における反応経路 〜触媒化学
- 水中での線状ポリスチレン安定化Pdナノ粒子の容易な調製
- ポリスチレン‐金属ナノ粒子複合体の触媒としての有用性 〜有機合成化学
- グリーンサスティナブルケミストリー（GSC）を目指した汎用性の高い高分子担持触媒の開発　〜環境化学
- 液晶や薬に応用が期待される化合物の新しい合成化学方法の開発

特に、水中での金属ナノ粒子と触媒に関する機構研究では、海外のアメリカ化学会（ACS: American Chemical Society）やイギリス王立化学会（RSC: Royal Society of Chemistry）の学術記事として取り上げられている。
また、若手化学者として国内学術講演活動だけでなく、アトランタで開催された「Global Warming & Green Chemistry 2017」をはじめ、積極的な国際学術カンファレンスに参加しており、大阪工業大学の応用化学分野の国際プレゼンス向上に貢献している。(*Page6)